# Victoria (Arkansas)
Victoria – miasto w Stanach Zjednoczonych, w stanie Arkansas, w hrabstwie Mississippi.

## Demografia
W roku 2000 miasto zamieszkiwało 59 osób, a gęstość zaludnienia wynosiła niespełna 74 osoby/km². W roku 2023 liczba mieszkańców spadła do 18 osób, a gęstość zaludnienia do 22,5 osoby/km². To najmniejsze obecnie (2023) miasto stanu Arkansas, na przestrzeni ćwierćwiecza straciło ponad 2/3 mieszkańców (spadek o 69,5%).